# 22414 Hornschemeier
22414 Hornschemeier este o planetă minoră (asteroid) din centura de asteroizi. A fost descoperită pe 17 octombrie 1995 la Observatorul Național Kitt Peak de Spacewatch și a fost numită după Ann Hornschemeier⁠(d). 
Obiectul prezintă o orbită caracterizată de o semiaxă mare de 2,5601474 UAi, o excentricitate de 0,16, o înclinație de 3,90343 ° în raport cu ecliptica.